# ربع (بطن)

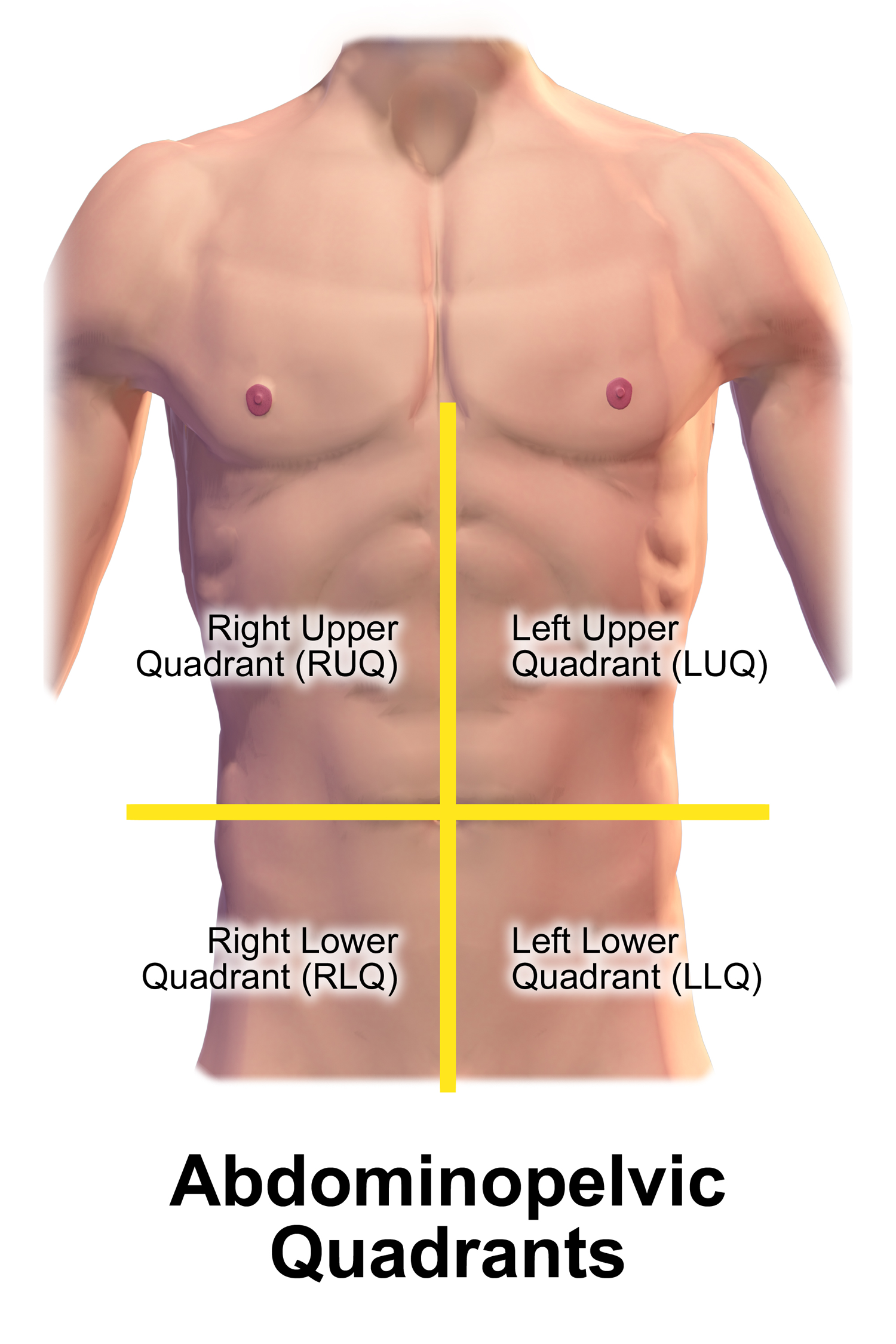
أجزاء البطن الأربعة:
RUQ: ربع علوي أيمن-
LUQ: ربع علوي أيسر-
RLQ: ربع سفلي أيمن-
LLQ: ربع سفلي أيسر

قسم علماء التشريح والأطباء البطن إلى أربعة أجزاء بغرض الدراسة والتشخيص والعلاج، تسمى بالربع العلوي الأيمن، الربع العلوي الأيسر، وهكذا، لكن لا تستخدم هذه المصطلحات في التشريح المقارن؛ لأن أغلب الحيوانات لا تقف منتصبة.
الربع السفلي الأيسر: هو الربع الواقع أيسر خط المنتصف أسفل السرة ويشمل الحفرة الحرقفية اليسرى ونصف الخاصرة السفلي، وفي الحيوانات يدعى (الربع الخلفي الأيسر).
الربع العلوي الأيسر: يمتد يسار خط الوسط أعلى مستوى السرة حتى القفص الصدري الأيسر، ويدعى في الحيوانات (الربع الأمامي الأيسر).
الربع السفلي الأيمن: يمتد يمين خط المنتصف أسفل السرة حتى رباط أصل الفخذ، ويدعى في الحيوانات (الربع الخلفي الأيمن).
الربع العلوي الأيمن: يمتد يمين خط الوسط أعلى السرة حتى القفص الصدري الأيمن، وفي الحيوانات يدعى (الربع الأمامي الأيمن).

## الأعضاء الموجودة في كل ربع

### الربع السفلي الأيسر
- قولون نازل
- قولون سيني
- المبيض الأيسر وقناة فالوب المصاحبة له

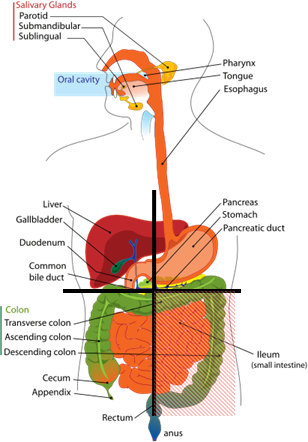
رسم يوضح الأعضاء الموجودة في كل ربع

- حالب أيسر

### الربع العلوي الأيسر
- المعدة
- الطحال
- فص الكبد الأيسر
- جسم البنكرياس
- الكلية اليسرى والغدة الكظرية المصاحبة لها
- الثنية الطحالية للقولون
- أجزاء من القولون المستعرض والنازل

### الربع العلوي الأيمن
- الكبد
- المرارة والقنوات المرارية
- الاثنا عشر
- رأس البنكرياس
- الكلية اليمنى والغدة الكظرية المصاحبة لها
- الثنية الكبدية للقولون

### الربع سفلي الأيمن
- الأعور
- الزائدة الدودية
- القولون الصاعد
- المبيض الأيمن وقناة فالوب المصاحبة له
- الحالب الأيمن[2]

## الأهمية الإكلينيكية
لتخمين سبب ألم البطن أو التهاب الغشاء البطني المصلي بحسب موضعه؛ كالتالي:

### الربع السفلي الأيسر
قد يكون بسبب:
- التهاب القولون
- التهاب الرتوج
- حصاة كلوية
- تكيس المبيض
- مرض التهاب الحوض

ومن أمثلة الأورام في الربع السفلي الأيسر: سرطان القولون وسرطان المبيض.

### الربع العلوي الأيسر
قد يكون مؤلماً في حالات سوء الدوران المعوي

### الربع العلوي الأيمن
- التهاب كبدي
- التهاب المرارة
- قرحة هضمية

### الربع السفلي الأيمن
التهاب الزائدة الدودية

## التشخيص التفريقي
بحسب الفئة العمرية:

### في الأطفال
- التهاب معدي معوي
- التهاب غدي
- رتج ميكل
- انغلاف معوي
- فرفرية شونلاين هينوخ
- ذات الرئة

### في البالغين
- التهاب الأمعاء الناحي
- مغص كلوي
- انثقاب قرحة هضمية
- انفتال الخصية
- حمل منتبذ
- انتباذ بطاني رحمي
- مرض التهاب الحوض
- انفجار أو لوي كيس المبيض
- التهاب الزائدة الدودية

### في كبار السن
- التهاب الرتوج
- انسداد معوي
- سرطان القولون
- جلطة معوية
- أم الدم الأبهرية